# 松本卓也 (アナウンサー)
松本 卓也（まつもと たくや、1996年5月4日 - ）は、元アナウンサー。

## 来歴・人物
広島県大竹市出身。身長178cm。血液型はA型。
東洋大学法学部企業法学科卒業後、2019年4月に青森放送に入社した。
大学在学中の2018年には、Mr. TOYO Contest 2018にて準グランプリを獲得している。
2018年5月5日に放送された日本テレビ『マツコ会議』にて、アナウンサーを目指す就活生として出演。その後同年9月8日放送の「強烈美女のその後SP」にて青森放送から内定をもらったことを報告し、実際に青森放送へ出向き、研修という名のドッキリを仕掛けられた模様が放送された。
2022年7月31日付で青森放送を退職すること及び、アナウンサーも引退して同年8月より東京都内の一般企業会社員として再出発することを明らかにした。

## 担当番組

### テレビ
- 東奥日報ニュース
- 1550ニュースレーダーWith（2021年6月28日 -2022年6月30日）

### ラジオ
- 東奥日報ニュース
- RABニュースレーダー
- ちょびっトレンド（2019年7月4日 - ）